# Andreja Leški
Andreja Leški (ur. 8 stycznia 1997 w Koprze ) – słoweńska judoczka. Mistrzyni olimpijska z 2024 roku w kategorii wagowej do 63 kg. Wicemistrzyni świata z 2021 i 2023 roku. Mistrzyni Europy z 2023 roku.

## Kariera sportowa
W 2015 roku Andreja Leški zdobyła tytuł mistrzyni Słowenii w kategorii do 57 kilogramów. W latach 2016 i 2019 była mistrzynią w wadze do 63 kilogramów, a w latach 2017 i 2018 zajęła drugie miejsce za Tiną Trstenjak .
W 2013 roku Leški zajęła drugie miejsce na Mistrzostwach Europy Kadetek w kategorii wagowej do 48 kilogramów. W 2014 roku zdobyła ten tytuł w kategorii wagowej do 52 kilogramów. Dwa i pół miesiąca później zajęła trzecie miejsce na Mistrzostwach Europy Juniorów. W 2015 roku zdobyła brązowy medal na Mistrzostwach Świata Juniorów w kategorii wagowej do 57 kilogramów. W 2016 roku zajęła drugie miejsce na Mistrzostwach Europy Juniorów.
Na początku 2018 roku Andreja Leški wygrała turniej Wielkiego Szlema w Düsseldorfie. Na początku 2021 roku dotarła do dwóch finałów Wielkiego Szlema. W Tel Awiwie przegrała w finale z Tiną Trstenjak, a w Taszkiencie z Japonką Miku Tashiro. Na Mistrzostwach Europy 2021 w Lizbonie przegrała w półfinale z Rosjanką Darią Dawydową. W meczu o brązowy medal wygrała z Polką Agatą Ozdobą. Półtora miesiąca później, na Mistrzostwach Świata w Budapeszcie dotarła do półfinału, po drodze pokonując Brazylijkę Ketleyn Quadros. W półfinale pokonała Wenezuelkę Anriquelis Barrios. W finale natomiast uległa Francuzce Clarisse Agbegnenou.
Po słabszym 2022 roku, Andreja Leški dotarła do finału Mistrzostw Świata 2023 w Dosze, pokonując Holenderkę Joanne van Lieshout. W finale, podobnie jak w 2021 roku, uległa Francuzce Agbegnenou . Sześć miesięcy później, na Mistrzostwach Europy 2023 w Montpellier, spotkała się w finale z Izraelką Gili Sharir i zdobyła swój pierwszy międzynarodowy tytuł. W kwietniu 2024 roku, na Mistrzostwach Europy w Zagrzebiu, przegrała w półfinale z Czeszką Renatą Zachovą. Po zwycięstwie nad Austriaczką Lubjaną Piovesaną Leški zapewniła sobie brązowy medal. W maju Leški zajęła piąte miejsce na Mistrzostwach Świata w Abu Zabi, przegrywając w półfinale z Polką Angeliką Szymańską. Dwa miesiące później na igrzyskach olimpijskich w Paryżu Leški pokonała w półfinale Clarisse Agbegnenou, a w finale Meksykankę Priscę Awiti Alcaraz Została trzecią słoweńską mistrzynią olimpijską w wadze półśredniej, po Uršce Žolnir w 2012 roku i Tinie Trstenjak w 2016 roku.